# 避難所

避難所のピクトグラム

避難所・指定避難所（ひなんじょ・していひなんじょ、英: refuge, shelter, evacuation area）とは、避難するための施設や場所のこと。
本稿では特に指定が無い限り、日本国内の指定避難所について解説する。

## 概説
2011年(平成23年)の東日本大震災の発災前までは、「避難場所」と「避難所」が明確に区別されておらず、また、災害ごとに避難場所が指定されていなかったため、避難場所に逃れたもののその施設に津波が襲来して多数の犠牲者が発生したことから、2013年(平成25年)の災害対策基本法の改正にて、緊急の避難場所である「指定緊急避難場所」と、一定期間滞在して避難生活ができる「指定避難所」の規定を設けた。

指定避難所、指定緊急避難場所 、指定福祉避難所の規定は、市町村条例に特別な規定がないかぎり、基準規定としては下記のようになる。

### 法で規定された名称
- 指定避難所 - 災害種別に限らず指定され一定期間滞在して避難生活ができる（災害対策基本法 同第四十九条の七）
- 指定緊急避難場所 - 災害種別ごとに指定される緊急の避難場所[2]。（災害対策基本法 第四十九条の四）
- 指定福祉避難所 - 避難行動要支援者(要配慮者)を対象とした避難所（災害対策基本法による避難所の指定基準の一つとして、災害対策基本法施行令に規定）

### その他の名称表現
- 収容避難場所 - 災害対策基本法改正前の古い用語。災害対策基本法（第四十九条の四、及び、同第四十九条の七）の改正により廃止。
- 一時避難場所 - 一時的に避難する場所。指定緊急避難場所を示すこともある。
  - 1次避難所 - 帰宅困難者が交通機関の回復を待つために一時的に待機する施設、指定避難所に移動する前の1次避難所の施設、災害対策基本法改正前には一時避難所（いっときひなんじょ）とも言われた。
  - 1.5次避難所 ‐ 要介護認定(要支援1-要介護2)が低いなど、福祉避難所の対象ではない要配慮者や、乳幼児など、見守りが必要な避難者の2次避難所が見つかるまでの避難所。能登半島地震 (2024年)で設置された[3]。
  - 2次避難所 ‐ 災害の影響から遠いホテル・旅館等の生活や介護の環境が整った施設[4][5]。または、要配慮者が福祉避難所に移動する前に避難している指定避難所や指定緊急避難場所を示す。
- 自主避難所 - 指定緊急避難場所のうち町内会や自治会が管理する小規模な公民館（自治公民館）や、特定の私有地に近隣住民が集まり、独自に設置した避難所。また、支え愛避難所ともいう地域もある[6]。
- 広域避難場所 - 一時避難所より大人数を収容でき、一時避難所が危険になったときに避難する施設。または原子力災害などの広域避難計画において市町村の枠組みを越えて住民が避難する指定避難所[7]
- シェルター - 英語圏で用いられている、かなり広い概念。

※ 1次避難所、1.5次避難所、2次避難所、一時避難場所の表現の使い方は自治体によって異なる。
一般に仮設住宅は避難所に分類されない。

## 避難所の区分・名称

### 指定避難所

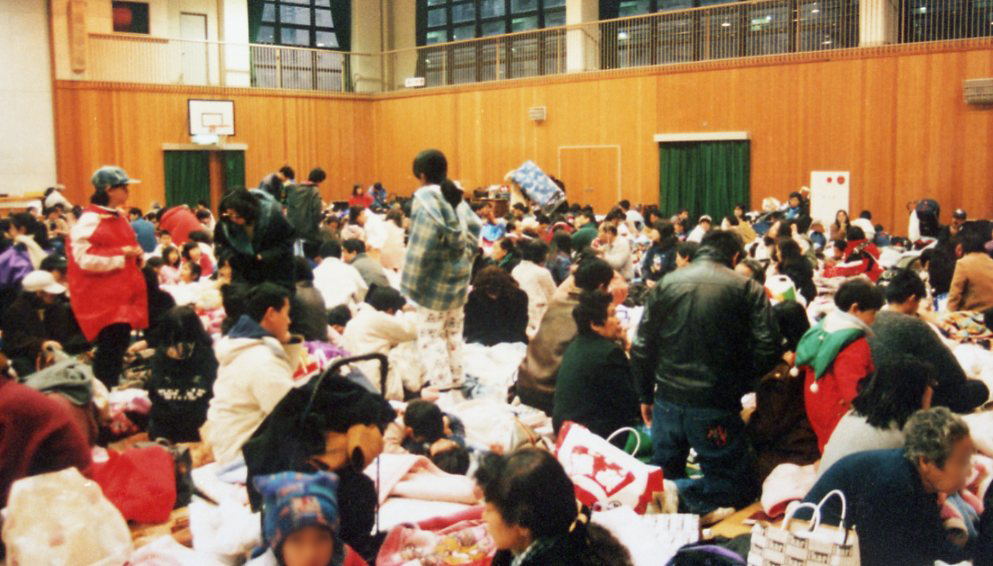
指定避難所

指定避難所は、災害の危険性があり避難した住民等を災害の危険性がなくなるまでに必要な間滞在させ、または災害により家に戻れなくなった住民等を一時的に滞在させるための施設として市町村長が指定する（災害対策基本法 第四十九条の七）。

一定の期間滞在するための場所であり、ある程度の人員を屋内に収容できる学校や体育館、市町村公民館(社会教育法 第二十一条)などが指定されている。指定緊急避難場所を兼ね、そのまま滞在できる場所もある。

### 指定緊急避難場所

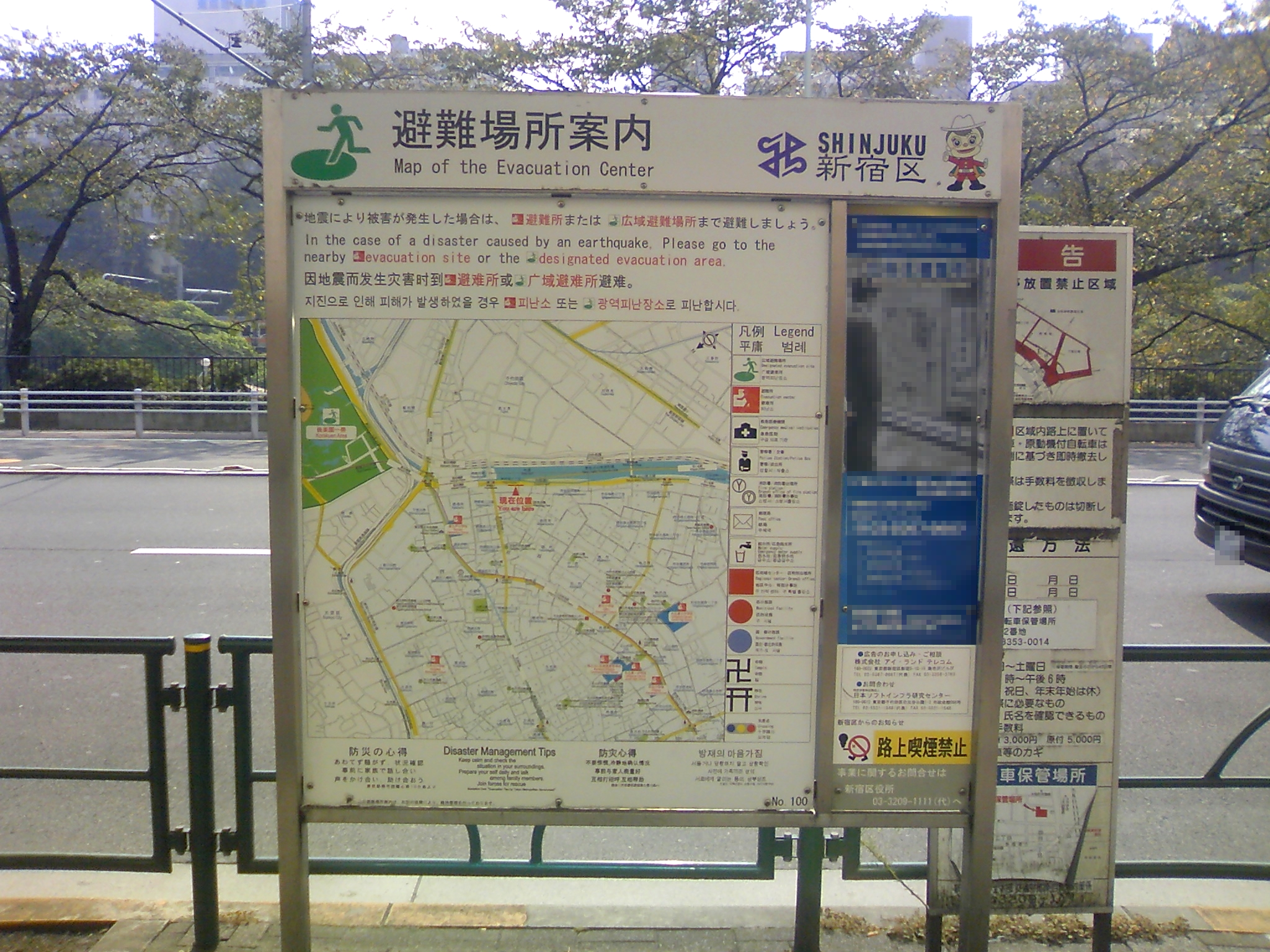
緊急避難場所

指定緊急避難場所は、住民の生命の安全の確保を目的とするものであり、災害が発生するおそれがある場合にその危険から逃れるための避難場所として、災害の種類（火災・風水害・津波・高潮など）ごとに、安全性等の一定の基準を満たす施設又は場所を市町村長が指定する（災害対策基本法 第四十九条の四）。

また、大規模な災害が起きた時に、市町村の枠組みを越えて住民が避難する指定緊急避難場所として、広域避難場所が自治体の広域避難計画で指定されている。広域避難場所は、避難先の市町村の指定避難所であることが多い。

### 指定福祉避難所
災害時に自宅での生活が困難で、その中でも介護や福祉サービスを必要とする人々のための避難所。公設及び民間の社会福祉施設や保健センターが指定されることが多い。 受入対象者の介護度は自治体によって異なる。

災害対策基本法施行令 第二十条の六の指定避難所の要件と、第二十条の六 第五号の要件を満たした施設が指定される指定避難所のひとつ。

## 福祉避難スペースの確保・設置

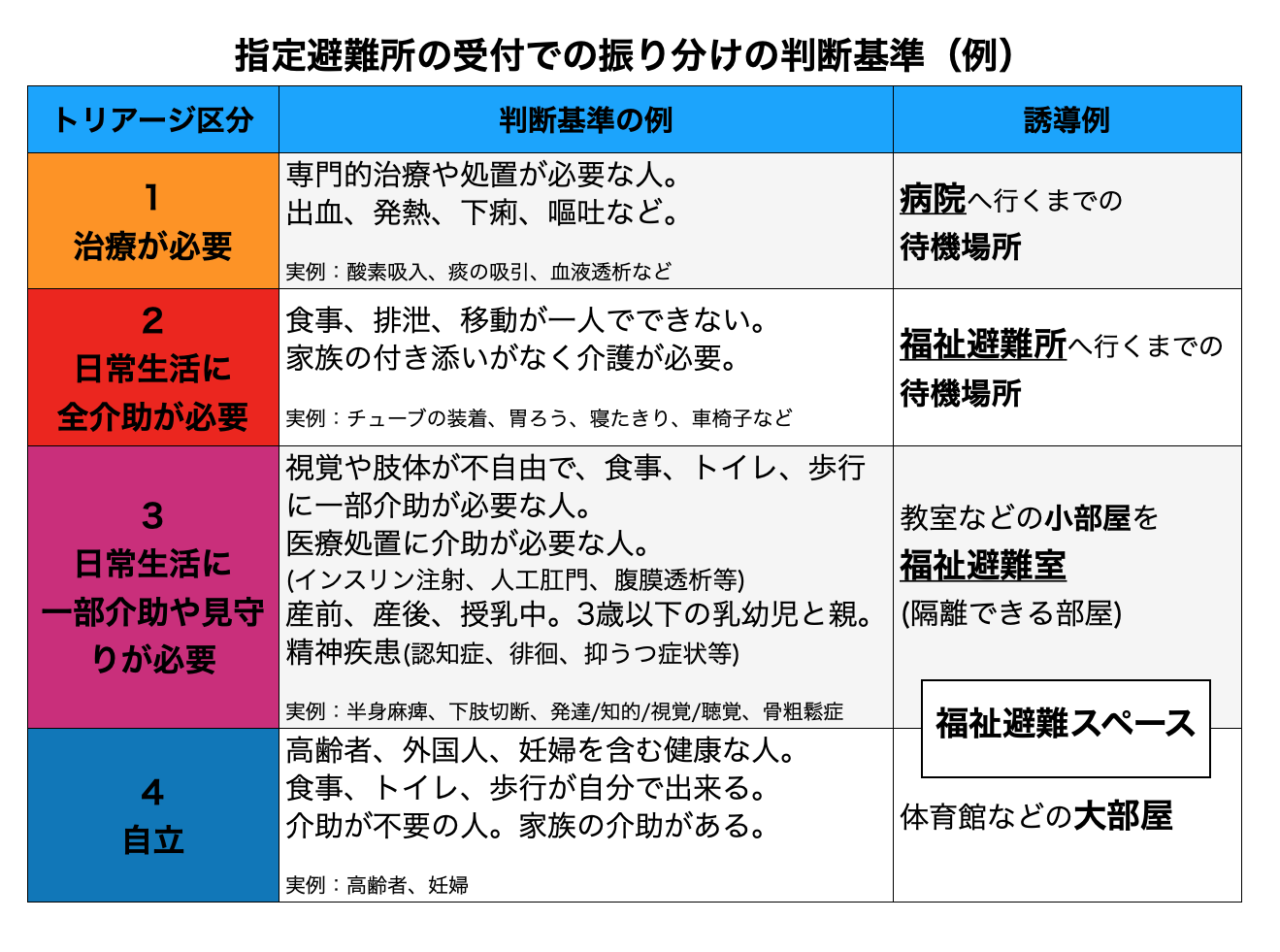
指定避難所の受付での振り分け(例)

2013年（平成25年）6月の災害対策基本法の改正により、「福祉避難所の確保・運営ガイドライン」が改定され、避難行動要支援者(要配慮者)の指定福祉避難所への直接の避難の促進が盛り込まれたが、介護認定区分、要支援1、要支援2、要介護1、要介護2の避難行動要支援者は、福祉避難所ではなく、指定避難所の福祉避難スペースへの避難対象としている自治体が多い。

福祉避難所への避難対象者は市町村の地域防災計画に規定されるが、指定避難所の福祉避難スペースの対象者を、指定避難所を運営する自主防災組織が地区防災計画に定め、市町村の防災会議へ提案し、提案が了承されることで地域防災計画に規定することができる。

指定避難所の福祉避難スペースは主に、介護認定区分は低いが、介護する人がいない高齢者、軽度障害者などを対象としたり、避難行動要支援者(要配慮者)が福祉避難所に移動する前に待機するスペースとする場合、また、介護や医療相談等を受けることができる空間を確保することを目的として設置される。

## ペット同行避難
ペット同行避難とは、ペットを被災する可能性がある住宅に置き去りにせず、安全な場所に一緒に避難する行動のことで、環境省は災害時に避難する必要がある時、人とペット双方の被害を避けるため、飼い主の自己責任(自助)の下でペットを連れて避難する「同行避難」を推奨してきた。

過去の災害では、ペットと避難できないために避難行動ができず危険に巻き込まれるケースが発生したり、ペットの野生化、ストレスや飢えで命を落とすことが確認された。

ペットと同行避難をすることは、過去の災害の経験からも、動物愛護の観点のみならず、飼い主である被災者の心のケアの観点からも、同行避難の重要性が認識され、指定緊急避難場所や指定避難所でのペットの受け入れが推奨されている。

動物救護活動において指定緊急避難場所や指定避難所での受け入れには、飼い主側(自助)、避難所の運営側(共助)それぞれの認識や事前準備が必要で、環境省はそれらをまとめた「人とペットの災害対策ガイドライン 災害への備えチェックリスト(2021年)」を発行した。

また、指定緊急避難場所や指定避難所の規模や設備などの理由、対象ペットが多いなどの理由で受け入れが困難などの理由もあることから、ボランティア団体による支援、連携と協働が必要となる。

## 避難所運営
指定避難所・指定緊急避難場所の運営は、平常時から、自主防災組織等の地域住民を主体とする運営体制を構築し、避難所⽣活は住⺠が主体となって⾏うべきものですが、その運営をバックアップする体制の確⽴は、市町村の災害対応業務となっており、住民と市町村の担当課が、それぞれの役割分担(共助と公助)を明確にした上で検討しておく必要がある。

そのひとつの構築方法として、平成25年（2013年）の「災害対策基本法」の改正で創設された「地区防災計画制度」がある。地区防災計画は、自主防災組織等の住民主体で作成される防災計画だが、市町村防災会議へ提案することで、市町村の地域防災計画に反映され、地区の特性に応じた避難所運営が期待される。

## 避難所の課題
令和6年度に内閣府が検討会でまとめた避難所運営の主な課題。

また、「防災教育・周知啓発ワーキンググループ(災害ボランティアチーム)」の提言により、令和4年度より避難生活支援リーダー/サポーター研修が、防災士、自主防災組織、社会福祉協議会職員等向けに開催されている。

避難所運営体制の確立
- ボランティアとの連携
- プライバシーの確保
- 情報共有のあり方、方法
- 言語の壁、通訳ができる人材
- 自治体独自の名称による混乱[注釈 2][注釈 3]

物資設備の確保
- 発災初動の食料・水・毛布・医薬品の提供
- トイレの確保・清掃などの管理、車椅子対応：スフィア基準
- 食料の備蓄・管理（温かい食事の提供）：スフィア基準
- 寝床の改善（段ボールベッドの活用）
- アレルギーや宗教などによる食の制限などへの対応

衛生環境
- トイレの清掃
- 感染症対策（インフルエンザ、コロナなど）
- 入浴・シャワー設備、手洗い場の不足

要配慮者等への対応
- 配慮が必要な方への対応
- 避難所のバリアフリーの問題

多様な視点を踏まえた避難所運営
- 女性、高齢者、子ども、LGBTQ+

ペットへの対応
- ペット同行避難

長期滞在への備え
- 精神的・身体的ストレスの軽減
- 学校の授業再開の見通し

### 具体例
避難所運営の主体
- 被災者が滞在し生活する避難所（指定避難所）の運営は、内閣府の避難所運営ガイドラインでは「避難所生活は住民が主体となって行う」と定めているが、自治体（市区町村）の職員が行うと地域防災計画に定めている自治体もある。
  - 住民（自主防災組織）が避難所運営を行うには、地区防災計画を作成し、市町村の地域防災計画に規定されることで自治体と連携した避難所運営が期待できるが、地区防災計画を策定している自主防災組織は令和5年4月1日時点で全国で2428地区のみとなっている（令和6年版 防災白書）。
  - 過去の災害では、被災当事者を含めた地域住民、地元の消防団、施設管理者、自治体職員、また場合により外部から駆けつけてくれたDMAT(災害派遣医療チーム) [25]や赤十字救護班 [26]、入浴支援 [27]、医療支援 [28]で災害派遣出動してくれた自衛隊[29]、炊き出し等のボランティア[30]などが協力連携して行う。

自助共助意識の向上
- 被災者は、つい無自覚のうちに「自分達は何もしなくてもいい、自治体職員などが全て面倒を見てくれるだろう」という誤った考えに陥りがちだが、過去に阪神・淡路大震災[31]や東日本大震災[32] [33]で経験したように、大規模災害の場合には支援する側の自治体職員でさえも被災者となり得る事は容易に想像できる事であり、避難者も自主的に協力し運営の主体となり、行政などがそれを支援する形が理想とされる[34] [35] [36]。

避難所運営マニュアルの周知不足
- 災害時に、避難所開設の段階から自治体職員が駆け付けるのは現実的に困難な場合が多いため、これを待たず速やかに避難所を開設できるよう、施設の管理者（公民館や公共施設ではその職員、学校では教職員など）のほか、地元の自治会や町内会、消防団、自主防災組織、ボランティアなどが鍵を管理しているか、[37] [38] [34]キーポックスを設置して遠隔操作で解錠するシステムが導入されている場合もある。
- 具体的運営は、秩序を保ち集団生活を円滑に過ごせるよう、運営組織を立ち上げ、リーダーや各担当の役割分担、交替制の当番[39]などを決めて行われる。

ここで、誰もが経験したことがない避難所生活において混乱やトラブルは付きものであり、平時にどの程度準備できていたかにより、運営の成否は大きく左右される。そのため、普段から運営計画（マニュアルなど）の作成や実際に訓練を行っておくこと、地域の自主防災組織等を主体とする準備が有効とされている。
- 高齢者、乳幼児や妊産婦、障害者、外国人、怪我人や病人、身内や家族を亡くした者（特に遺児）[41]など、多様なケースの避難者がおり、準備でも実際の運用でも様々な配慮が必要である[34][35] [36]。

## 自主避難所
避難とは「災い」や「難」を避け、安全な場所へ逃れることであり、避難所に行くことが避難ではないが、災害発生時、様々な理由から、予め自治体が定めている指定避難所以外の場所に滞在して生活する被災住民がしばしばみられる。こうした被災住民は、行政・地域による安否確認が難しい、物資などの支援が行き届きにくいなどの課題があるとされている。
指定避難所以外で過ごす理由としては、指定避難所が満員である、プライバシーや防犯上の懸念がある、乳幼児や介護の必要な者がいて迷惑をかけたくない・周囲の目が気になる、また、地震や津波等で指定避難所が被災して使えなくなった・余震などで安全性に不安が生じた、避難所の過密を避けたい、ペットと一緒に避難ができない、避難所への距離が遠い・移動手段がないなど、多様な理由が報告されている。
被災していない親類や友人の家に避難する事例や、公民館・集会所、廃校、行政施設などの（指定外の、あるいは避難所ではなく一時の緊急避難場所に指定された）公共施設に避難する事例があるほか、寺院など宗教施設、老人ホームや保育所などの福祉施設、宿泊施設、飲食店など、住民によく知られた公共性・公益性の高いところに避難する事例がある。これらのような施設がない地域では、民間の施設や近隣の個人の住宅といった公共性・公益性の高くないところに避難した事例もある（東日本大震災など）。
自宅敷地や広場などにて自家用車で寝泊まりすることを車中避難(車中泊)と呼び、狭隘なためエコノミークラス症候群の危険性が高いことが知られている。公共施設敷地のほか、スーパーやコンビニの駐車場など車を置き滞在する事例もある（熊本地震）。
また、自宅が損壊しながらも、損壊の程度が軽い部屋などでライフラインの制限を受けながら過ごす在宅避難、 自宅敷地内の物置小屋や倉庫、農業用ハウス、テントなどを代用し”仮住まい”として過ごす軒先避難という言葉は、東日本大震災や熊本地震を契機に使われ知られるようになった。
こうした指定外の避難者の課題に対して、内閣府は「在宅・車中泊避難者等の支援の手引き(令和6年6月)」を作成した。

## 自主避難・在宅避難者への支援
地方自治体に災害用物資の備蓄状況の公表義務化やボランティア団体の登録制度の創設、在宅避難者への支援等を含む災害対策基本法や災害救助法など6つの法律を2025年春にも改正する予定。

## 避難所開設運営訓練
避難所開設運営訓練は、実際の指定緊急避難場所、指定避難所を使い、避難所の開設、避難者の受付簿、避難所名簿(避難者カード)の作成、備蓄物資の搬送、間仕切りの設営、炊き出しなどを含んだ実践的な訓練のほか、静岡県が開発した「避難所HUG」、三重県で考案された「災害図上訓練DIG」、国土防災技術株式会社が開発した「避難行動訓練EVAG」のような机上訓練型の防災訓練がある。尚、これらの机上訓練は、自治体主催の防災士養成研修等で採用されている訓練でもある。

いずれの訓練も実施と検証を重ねるPDCAサイクルで実践されるのが望ましい。

訓練の実施主体は主に自主防災組織や市町村公民館（社会教育法 第二十条）の生涯学習として行うことが多いが、学校の体育館や教室で行う場合は、自治体、学校関係者の協力が必要になる。

また、受付簿、避難所名簿(避難者カード)は、多くの場合、市町村地域防災計画の資料編に付随しているが、地区防災計画に資料編を作成し、地区の実情に沿った受付簿や避難所名簿(避難者カード)等を作成する場合もある。

訓練を重ねることで、避難所運営マニュアルの充実、市町村地域防災計画の反映、基礎的知識の向上が求められる。

### 避難所運営訓練

#### 避難所運営訓練HUG
避難所HUGとは、避難所運営を疑似体験するゲーム型の図上訓練で、「H:避難所(Hinanjo)」「U:運営(Unei)」「G:ゲーム(Game)」の頭文字と、避難者を優しく受け入れる「抱きしめる」という意味を重ね合わせ、2007年に静岡県危機管理局が実践的な体験と防災・減災に関心を持つことを目的に企画・開発された防災教材。

現在、内閣府をはじめとし、日本防災士機構、一般財団法人日本防火・防災協会、都道府県や市町村など、全国で導入されており、自主防災組織等の防災訓練に使われている。また、静岡県に許諾番号を付与された都道府県独自のHUGカードも作成されている。

## 関連書籍
- 公益社団法人全国公民館連合会 編『公民館における災害対策ハンドブック 第3版』第一法規、2022年12月27日。ISBN 978-4474091337。 NCID BD00769263。